# Latrodectus variegatus
Espèce
Latrodectus variegatus est une espèce d'araignées aranéomorphes de la famille des Theridiidae.

## Distribution
Cette espèce est endémique du Chili, elle ne se rencontre que sur l'île de Chiloé.

## Publication originale
- Nicolet, 1849 : Aracnidos. Historia física y política de Chile. Zoología, vol. 3, p. 319-543.